# Переписна область №22 (Манітоба)
Переписна область №22 (англ. Division No. 22) — переписна область в Канаді, у провінції Манітоба.

## Населення
За даними перепису 2016 року, переписна область нараховувала 42165 жителів, показавши зростання на 3%, порівняно з 2011-м роком. Середня густина населення становила 0,5 осіб/км².
З офіційних мов обидвома одночасно володіли 955 жителів, тільки англійською — 40 675, тільки французькою — 25, а 280 — жодною з них. Усього 16,395 осіб вважали рідною мовою не одну з офіційних, з них 14 820 — одну з корінних мов, а 60 — українську.
Працездатне населення становило 55,6% усього населення, рівень безробіття — 16% (17,8% серед чоловіків та 14% серед жінок). 90,7% були найманими працівниками, 2,5% — самозайнятими.
Середній дохід на особу становив $34 655 (медіана $22 203), при цьому для чоловіків — $38 775, а для жінок $30 516 (медіани — $22 285 та $22 153 відповідно).
22,9% мешканців мали закінчену шкільну освіту, не мали закінченої шкільної освіти — 49,4%, 27,7% мали післяшкільну освіту, з яких 31,1% мали диплом бакалавра, або вищий, 20 осіб мали вчений ступінь.
| Статево-вікова структура населення | Статево-вікова структура населення | Статево-вікова структура населення | Статево-вікова структура населення | Статево-вікова структура населення |
| ---------------------------------- | ---------------------------------- | ---------------------------------- | ---------------------------------- | ---------------------------------- |
|                                    |                                    |                                    |                                    |                                    |
| Всього                             | Всього                             | 50,7%49,3%                         |                                    |                                    |
| 0 — 14 років                       | 0 — 14 років                       |                                    | 32,8%                              | 32,8%                              |
| 15 — 64 років                      | 15 — 64 років                      |                                    | 62%                                | 62%                                |
| 65 і більше                        | 65 і більше                        |                                    | 5,1%                               | 5,1%                               |
| 85 і більше                        | 85 і більше                        |                                    | 0,2%                               | 0,2%                               |
| Середній вік (років)               | Середній вік (років)               | 28,528,6                           | 28,6                               | 28,6                               |
| Медіана (років)                    | Медіана (років)                    | 25,2                               | 25,2                               | 25,2                               |
| — чоловіки — жінки                 |                                    |                                    |                                    |                                    |

| Походження мешканців:     | Походження мешканців:     | Походження мешканців: | Походження мешканців: | Походження мешканців: |
| ------------------------- | ------------------------- | --------------------- | --------------------- | --------------------- |
| Походження                |                           |                       | осіб                  | %                     |
| Корінні американці        | Корінні американці        |                       | 32 785                | 78.38%                |
| Інше північноамериканське | Інше північноамериканське |                       | 4 740                 | 11.33%                |
| Європейське               | Європейське               |                       | 8 840                 | 21.13%                |
| британське                | британське                |                       | 5 535                 | 13.23%                |
| французьке                | французьке                |                       | 1 995                 | 4.77%                 |
| українське                | українське                |                       | 1 425                 | 3.41%                 |
| Карибське                 | Карибське                 |                       | 175                   | 0.42%                 |
| Латинськоамериканське     | Латинськоамериканське     |                       | 90                    | 0.22%                 |
| Африканське               | Африканське               |                       | 195                   | 0.47%                 |
| Азійське                  | Азійське                  |                       | 1 415                 | 3.38%                 |
| Океанійське               | Океанійське               |                       | 20                    | 0.05%                 |

| Зайнятість населення за галузями (за класифікацією NOC): | Зайнятість населення за галузями (за класифікацією NOC): | Зайнятість населення за галузями (за класифікацією NOC): | Зайнятість населення за галузями (за класифікацією NOC): | Зайнятість населення за галузями (за класифікацією NOC): |
| -------------------------------------------------------- | -------------------------------------------------------- | -------------------------------------------------------- | -------------------------------------------------------- | -------------------------------------------------------- |
|                                                          |                                                          |                                                          |                                                          |                                                          |
| Управління                                               | Управління                                               |                                                          | 6,9%                                                     | 6,9%                                                     |
| Бізнес, фінанси та адміністрування                       | Бізнес, фінанси та адміністрування                       |                                                          | 11,2%                                                    | 11,2%                                                    |
| Природничі та прикладні науки                            | Природничі та прикладні науки                            |                                                          | 3,4%                                                     | 3,4%                                                     |
| Охорона здоров'я                                         | Охорона здоров'я                                         |                                                          | 5,6%                                                     | 5,6%                                                     |
| Освіта, правозахист, муніципальні та урядові служби      | Освіта, правозахист, муніципальні та урядові служби      |                                                          | 21,6%                                                    | 21,6%                                                    |
| Мистецтво, культура, відпочинок та спорт                 | Мистецтво, культура, відпочинок та спорт                 |                                                          | 1,1%                                                     | 1,1%                                                     |
| Роздрібна торгівля та послуги                            | Роздрібна торгівля та послуги                            |                                                          | 23,5%                                                    | 23,5%                                                    |
| Гуртова торгівля, транспорт та обладнання                | Гуртова торгівля, транспорт та обладнання                |                                                          | 17,9%                                                    | 17,9%                                                    |
| Природні ресурси, сільське господарство                  | Природні ресурси, сільське господарство                  |                                                          | 6,7%                                                     | 6,7%                                                     |
| Виробництво                                              | Виробництво                                              |                                                          | 2,1%                                                     | 2,1%                                                     |

## Населені пункти
До переписної області входять місто Томпсон, самоврядний округ Містері-Лейк, індіанські резервації Васаґамак, Ґодс-Лейк 23, Оксфорд-Гаус 24, Кросс-Лейк 19, Кросс-Лейк 19A, Ґодс-Рівер 86A, Норвей-Гаус 17, Нельсон-Гаус 170, Йорк-Лендін, Кросс-Лейк 19E, Сент-Тереза-Пойнт, Мусокут, індіанське поселення Ілфорд, а також хутори, інші малі населені пункти та розосереджені поселення.

## Клімат
Середня річна температура становить -2,4°C, середня максимальна – 20,4°C, а середня мінімальна – -30,5°C. Середня річна кількість опадів – 516 мм.
| Клімат поселення                              | Клімат поселення | Клімат поселення | Клімат поселення | Клімат поселення | Клімат поселення | Клімат поселення | Клімат поселення | Клімат поселення | Клімат поселення | Клімат поселення | Клімат поселення | Клімат поселення | Клімат поселення |
| Показник                                      | Січ.             | Лют.             | Бер.             | Квіт.            | Трав.            | Черв.            | Лип.             | Серп.            | Вер.             | Жовт.            | Лист.            | Груд.            |                  |
| Середній максимум, °C                         | −18,17           | −13,82           | −6,57            | 3,91             | 12,51            | 19,12            | 20,35            | 18,98            | 12,67            | 5,48             | −6,23            | −16,36           |                  |
| Середня температура, °C                       | −24,36           | −20              | −12,76           | −2,28            | 6,34             | 12,95            | 16,42            | 15,04            | 8,72             | 1,57             | −10,15           | −20,3            |                  |
| Середній мінімум, °C                          | −30,53           | −26,17           | −18,95           | −8,46            | 0,14             | 6,76             | 12,49            | 11,15            | 4,82             | −2,36            | −14,07           | −24,21           |                  |
| Норма опадів, мм                              | 20               | 16               | 21               | 28               | 46               | 67               | 81               | 74               | 64               | 42               | 32               | 25               |                  |
| Середньомісячна швидкість вітру, м/с          | 3.50             | 3.50             | 3.70             | 4.00             | 4.00             | 3.90             | 3.60             | 3.60             | 3.90             | 3.90             | 3.70             | 3.38             |                  |
| Середньомісячна сонячна радіація, кДж/м²·день | 3014             | 6715             | 12491            | 17797            | 20882            | 21663            | 20444            | 16384            | 10235            | 5630             | 2956             | 2086             |                  |
| --------------------------------------------- | ---------------- | ---------------- | ---------------- | ---------------- | ---------------- | ---------------- | ---------------- | ---------------- | ---------------- | ---------------- | ---------------- | ---------------- | ---------------- |
| Джерело:                                      |                  |                  |                  |                  |                  |                  |                  |                  |                  |                  |                  |                  |                  |